# 花柳壽輔 (2代目)
二代目 花柳 壽輔（にだいめ はなやぎ じゅすけ、新字体：寿輔、1893年（明治26年）10月3日 - 1970年（昭和45年）1月22日）は、大正から昭和にかけて活躍した舞踊家。日本舞踊 花柳流の二世家元。本名は花柳 芳三郎（はなやぎ よしさぶろう）。
初代花柳壽輔と「とめ」という女性との間に晩年の一粒種として東京に生まれる。はじめ六代目尾上菊五郎に入門し、尾上菊太郎（おのえ きくたろう）を名乗って歌舞伎役者になるが、父の死去後廃業し、大正7年（1918年）に二代目花柳壽輔を襲名、二世家元を継承する。その後は花柳舞踊研究会を興して新舞踊運動を先導した。1957年、日本芸術院賞を受賞。昭和35年（1960年）人間国宝。昭和38年（1963年）花柳壽輔の名跡を長女・若葉に譲り、自身は花柳 壽應（はなやぎ じゅおう、新字体：寿応）を名乗った。
四代目花柳芳次郎、二代目花柳壽樂、花柳宗岳、花柳寿南海、初代花柳寿美など多くの優秀な人材を育成した。

## 著書
- 『寿輔芸談』実業之日本社 1957
- 『民謡 おどりとげき』小沢不二夫共著 邦芸社 1960

## 関連書籍
- 『二世花柳寿輔』編者:三代目花柳寿輔 沙田 1972
- 三代花柳寿輔『柳緑花紅』善本社 1977
- 三代花柳寿輔『花わけ衣 二代目花柳寿輔二十三回忌を迎えて』私家版、1992